# 派勒特芒廷 (北卡羅萊納州)
派勒特芒廷（英語：Pilot Mountain）是一個位於美國北卡羅萊納州薩里縣的城鎮。

## 人口
根據2020年美國人口普查的數據，派勒特芒廷的面積為5.33平方千米，當中陸地面積為5.27平方千米，而水域面積為0.06平方千米。當地共有人口1440人，而人口密度為每平方千米270人。